# Hermann Ewinger
Hermann Ewinger (* 20. Juni 1887 in Baiersdorf, Mittelfranken; † nach 1925) war ein deutscher Verwaltungsjurist und  Staatskommissar für Südbayern.

## Leben
Hermann Ewinger studierte Rechtswissenschaften an der Julius-Maximilians-Universität Würzburg, wo er im Jahre 1912 mit der Dissertation „Vererbung eines Handelsgeschäftes auf eine Mehrheit von Erben“ zum Dr. jur. promovierte. 1914 ließ er sich als Rechtsanwalt in Nürnberg nieder und wurde Kriegsfreiwilliger. Er war Leutnant der Reserve und erhielt am 9. November 1918 den Auftrag, die Leitung der Geschäfte des Generalkommandos des III. Bayerischen Armee-Korps zu übernehmen. Noch in der Nacht dieses Tages forderten Ernst Schneppenhorst und Hermann Ewinger in einem Aufruf „strengste Disziplin, Ordnung und Zusammenhalt“ von den Soldaten und Zivilisten.
Nach wenigen Tagen wurde Ewinger zum 30. November 1918 aus dem aktiven Heeresdienst entlassen und als Vertreter des Volksstaates Bayern in das Armee-Korps beordert.
Die Aufgabe des Generalkommandos bestand darin, Ersatz und Ergänzung (an Mannschaft) und Nachschub (an Waffen, Munition und Gerät) des Feldheeres sicherzustellen. Verantwortlich für diesen Bereich waren Ernst Schneppenhorst sowie Hermann Ewinger.
Am 20. April 1919 – die Münchener Räterepublik war 14 Tage vorher ausgerufen worden – übernahm er zudem die Stelle des  Vertreters der Regierung beim Oberkommando in Ulm. Kräften der bayerischen Armee und der württembergischen Armee unter dem Befehl des Generals Arnold Ritter von Möhl und unter Führung des preußischen Generals Ernst von Oven gelang es, die Räterepublik niederzuschlagen. Nach der Befreiung Münchens gelang es allerdings nicht unmittelbar, die Machtverhältnisse in die Hand des bayerischen Ministerpräsidenten Johannes Hoffmann zu bringen.
Am 3. Mai 1919 bestellte die Regierung Hoffmann mit Rücksicht auf die außerordentlichen Verhältnisse Ewinger zum Staatskommissar für die Landesteile südlich der Donau. Er hatte nach den Anweisungen des Gesamtstaatsministeriums zu handeln; seinen Anordnungen auf dem Gebiet der Zivilverwaltung war Folge zu leisten. Das Mandat war zunächst bis zum 10. Juni befristet und endete nach einer Verlängerung schließlich am 10. Juli 1919.
1925 siedelte Ewinger nach Rumänien über. Sein weiterer Lebensweg ist durch die Quellenlage nicht belegt.